# Википедија на арапском језику
Википедија на арапском језику (арап. ويكيبيديا_العربية) је верзија Википедије на арапском језику, слободне енциклопедије, која данас има 1.264.429 чланака и заузима на листи Википедија 25. место.
Пошто се на арапском језику пише здесна налево и са Википедијом на арапском језику је исти случај. Позадина Википедије на арапском језику је другачија него код осталих Википедија јер се састоји из низа сусених геометријских фигура а не од воденог жига који представља отворену књигу као код осталих википедија.